# 太和県
太和県（たいわ-けん）は、中華人民共和国安徽省阜陽市に位置する県。

## 行政区画
- 鎮:城関鎮、旧県鎮、税鎮鎮、皮条孫鎮、原墻鎮、倪邱鎮、李興鎮、大新鎮、肖口鎮、関集鎮、三塔鎮、双浮鎮、蔡廟鎮、三堂鎮、苗老集鎮、趙廟鎮、宮集鎮、墳台鎮、洪山鎮、清浅鎮、五星鎮、高廟鎮、桑営鎮、大廟集鎮、阮橋鎮、双廟鎮、胡総鎮、郭廟鎮、二郎鎮、馬集鎮
- 郷:趙集郷

## 産業
かつらやヘアーエクステンション、ウィッグなどの人毛加工品の生産地として集約化が進んでおり、2012年に太和県から輸出された人髪を原料とする製品は8,800万ドル相当。これは中国全体の人毛製品の輸出額の半分近い規模となっている。

## 出身者
- 王童 - 映画監督。
- ジャン・ミンヤン - 総合格闘家。